# Hofanlage Wiesenstraße 5
Die Hofanlage Wiesenstraße 5 in der niedersächsischen Gemeinde Hagen im Bremischen, Ortsteil Hoope, im Landkreis Cuxhaven, stammt vom 18. und 19. Jahrhundert.
Aktuell (2024) wird sie als Wohnhaus, als Praxis und gewerblich genutzt.
Die Gebäude stehen unter Denkmalschutz (siehe auch Liste der Baudenkmale in Hagen im Bremischen).

## Beschreibung
Die von altem Baumbestand umgebene Hofanlage am Ortsrand besteht aus:
- dem eingeschossigen giebelständigen Wohn- und Wirtschaftsgebäude von um 1760 als Zweiständer-Hallenhaus in Fachwerk mit Steinausfachungen mit reetgedecktem Krüppelwalmdach als Niedersachsengiebel mit Uhlenloch sowie der Grooten Door mit Korbbogen und neuen Glastüren, Wohnteil 1924 massiv erneuert,[2]
- der eingeschossigen giebelständigen Scheune aus dem 19. Jahrhundertin, Fachwerk mit Steinausfachungen, ziegelgedecktem Satteldach, mit Quereinfahrten, nach Norden um einen Stallteil in Backstein verlängert, im Giebeldreieck holzverkleidet,[3]
- dem eingeschossigen giebelständigen kleinen Stall aus dem 19. Jh. in Fachwerk mit Steinausfachung und mit reetgedecktem Satteldach,[4]
- dem kleinen massiven Backhaus[5]
- sowie weiteren nicht denkmalgeschützten Nebenanlagen.

Das Landesdenkmalamt befand u. a.: „… regionstypisches Hallenhaus der zweiten Hälfte des 18. Jahrhunderts …“